# Antonio Alarcón
Pour les articles homonymes, voir Alarcon.
Alarcón  González est un nom espagnol. Le premier nom de famille, en général paternel, est Alarcón ; le second, en général maternel, souvent omis, est González.
Antonio José Alarcón González, né le 10 août 1990, est un coureur cycliste colombien.

## Palmarès sur piste

### Championnats de Colombie
- Cali 2012
  -  Médaillé d'argent de la poursuite par équipes des XIX Juegos Deportivos Nacionales (avec Omar Mendoza, Cristian Gutiérrez et Duván Arévalo)[1].
- Cali 2015
  -  Médaillé de bronze de la poursuite par équipes (avec Omar Mendoza, Fernando Orjuela et Duván Arévalo)[2].